# Baza de date COSMIC
COSMIC este o bază de date online a mutațiilor somatice descoperite în cancerul uman.  Mutațiile somatice apar în celulele care nu sunt moștenite de copii. COSMIC este un acronim al Catalogue Of Somatic Mutations In Cancer și conține date din articole de știință și din experimentele efectuate în cadrul Proiectul Genomului Cancerului al  Institutului Sanger.  Baza de date este accesibilă gratuit via websitului de prezentare.